# Heliophanus ussuricus
Heliophanus ussuricus là một loài nhện trong họ Salticidae.
Loài này thuộc chi Heliophanus. Heliophanus ussuricus được Wladislaus Kulczynski miêu tả năm 1895.